# 인플루엔자
인플루엔자(영어: influenza) 또는 유행성감기(流行性感氣, 문화어: 돌림형감기)는 단순히 독감(毒感, 영어: flu)이라고도 하는 오소믹소바이러스과의 인플루엔자 바이러스가 유발하는 감염성 질환을 뜻한다. 인플루엔자라는 이름은 라틴어로 '영향을 끼치다'라는 뜻의 '인플루엔자(Influenza)'에서 유래됐다. 일반적인 증상은 오한, 발열, 인후염, 근육통, 두통, 기침, 무력감과 불쾌감이다. 독감은 이런 비특이적 증상의 정도가 몸살감기보다 심한 정도일 뿐, 치명적인 때는 드물다. 그렇지만, 전격성 폐렴이나 라이증후군 같은 치명적일 수 있는 합병증을 종종 일으키기도 한다. 보통 감염자의 기침이나 재채기를 통해 공기 중으로 나오는, 바이러스가 함유된 연무질을 흡입함으로써 인플루엔자에 감염된다. 조류의 배설물, 침, 콧물, 대변과 혈액으로도 전염될 수 있다. 인플루엔자 바이러스의 잠복기는 1~3일정도이며, 급성 호흡기 질환인 인플루엔자(influenza)를 유발한다.
38 °C 이상의 갑작스러운 발열, 두통, 근육통, 피로감 등의 전신증상과 기침, 인후통, 객담 등의 호흡기 증상을 보인다.
인플루엔자는 계절마다 수 천에서 수 만명이 사망하는 유행성 독감을 전 세계에 걸쳐 일으키며, 여러 해에 걸쳐 일어난 전 세계적 유행때에는 보통 백 만명 가량이 사망했다. 20세기에는 새로운 인플루엔자로 일어난 독감의 세계적 유행이 세 번 있었으며, 수 천 만명에 이르는 사람들이 사망했다. 이런 변종은 다른 동물에게서 인간으로 감염이 일어날때, 인간을 숙주로 삼는 종이 다른 동물을 숙주로 삼는 종에게서 유전자를 받았을 때 자주 생긴다. 1990년 아시아에서 출현한 H5N1의 등장은 세계적 독감 유행에 큰 관심을 불러 일으켰으나, 이때의 종은 인간대 인간 감염에 특화(特化)되도록 변이하지는 않았다. 2009년 4월에는 멕시코에서 H1N1의 변종이 출현, 여러 국가로 번졌다. 국제보건기구(WHO)는 2009년 7월 11일, 이 유행을 '세계적 유행'으로 규정했다. WHO가 선언한 '세계적 유행'은 자세히는 제 6단계의 것으로, 어떤 질환의 번짐은 확실하나 치명적이지는 않음을 의미한다.
독감 예방주사는 신체가 감기 바이러스에 면역 반응을 갖기 위한 시간을 주기위해 감기가 유행하기 수 개월 전에 접종해야한다. (적어도 예방주사는 1개월 전에 접종하도록 한다.) 예방주사는 균주의 불활화된 것을 정제하여 만든다. 보통 두 개의 각각 다른 아형의 인플루엔자 A형과 한 개의 인플루엔자 B형이 균주로 이용된다. 그에 따라 예방접종도 매년 받아야 한다. 치료에는 뉴라미니다아제(neuraminidase) 저해제가 효과적이다.
독감과 몸살감기(common cold)는 전혀 다르다. 몸살감기는 흔히 잡 바이러스로 칭해지는 아데노바이러스, 리노바이러스, 콕사키바이러스, 코로나바이러스 등의 감염으로 인해 발생한다. 또한 인플루엔자라는 명칭은 이중적 해석이 가능하기 때문에, 문맥에 따라 인플루엔자가 일으키는 독감인지, 인플루엔자(바이러스)인지 구별해야 한다. 그러나 이 항목의 인플루엔자라는 단어는, 편의상 인플루엔자 바이러스는 물론 독감도 포함해 설명한다.
A형은 사람, 돼지, 말, 가금, 야생 조류, 거위, 강변에 사는 새, B형과 C형은 사람에게서만 발생하는 것으로 알려졌으나, B형은 말과 물개, C형은 돼지에서 분리되었다는 보고가 있다.

## 바이러스학

### 분류
인플루엔자는 RNA 바이러스인 오르토믹소바이러스과(Orthomyxoviridae)에 포함되는 5개의 속(屬, genus) 중 세 개로 엄밀히 구별된다. .
- 인플루엔자 A
- 인플루엔자 B
- 인플루엔자 C

아이들에게 상기도 감염증을 일으키는 파라믹소바이러스과(Paramyxoviridae)와의 먼 연관관계만이 알려져 있다.

### 인플루엔자 A

푸젠성 독감의 병원체인 H3N2형의 ICTV 혈청형 분류법

이 속은 하나의 종인 인플루엔자 A형 바이러스만을 포함한다. 야생 수생 조류가 여러 종류의 인플루엔자 A의 자연숙주 구실을 한다. A형은 종 간(間)의 전염을 통해 아주 큰 유행을 일으킬 수 있으며, 인플루엔자 중 가장 독력이 강하다. A형은 항체의 반응 여부에 따라 다시 여러 개의 혈청형(아형)으로 나뉜다. 아래는 인간에게 독감을 일으킨다고 알려진 아형을 유행 당시 사망자의 수에 따라 내림차순으로 기재한 것이다. 인플루엔자A 바이러스는 조류와 일부 포유류에서 독감을 일으킨다. 때때로 야생 수생 조류에서 국내 가금류로 전염되며, 이로 인해 발병하거나 인플루엔자 대유행이 발생할 수 있다. A형 바이러스는 대표적인 RNA 바이러스다.
A형의 아형 분류의 기준에 대한 자세한 내용은 아래에서 설명한다.

### 인플루엔자 B
이 속은 인플루엔자 B형 바이러스인 하나의 종을 포함한다. B형은 거의 인간에게만 감수성이 있으며, A형보다 드물게 출현한다. B형이 감수성을
가졌다고 의심되는 다른 동물은 물개와 유럽족제비(ferret)이다. 또, A형보다 변이율이 2~3배 낮으며, 유전학적 다양성도 떨어져 단 하나의
아형만이 존재한다. 고로, 낮은 항원성의 다양성 때문에 B형은 숙주의 범위도 작고 유행도 잘 일어나지 않는다.

### 인플루엔자 C
이 속은 인플루엔자 C형 바이러스인 하나의 종을 포함한다. C형은 인간, 개, 돼지에게 감수성이 있으나, 보통 아이들에게 가벼운 증상만을 나타낸다. B형보다도 적은 빈도로 출현한다.

### 구조, 속성, 아형의 명명

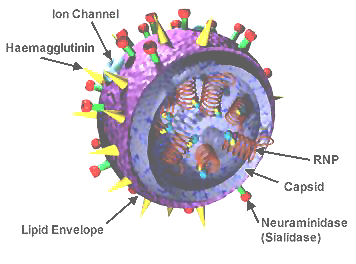
인플루엔자 바이러스 입자(비리온)의 구조. 헤마글루빈과 뉴라미다아제가 입자의 표면에 위치하고 있다. 게놈을 구성하는 바이러스성 RNA은 여러개의 붉은색 코일로, 입자 내부에서 리보핵(ribonuclear) 단백질에 결합되어 있다.

인플루엔자 A, B, C형 각각의 전체적 구조는 동일하다. 비리온(virion)은 직경 80~120nm의 크기이며, 감염 초기에는 필라멘트 모양이지만, 후기에는 원형이 된다. 필라멘트 모양은 C형에서 흔한데, 500µm 이상의 길이를 가진 줄 모양의 구조가 C형에게 감염된 세포 표면에서 관찰되기도 한다. 모양과 마찬가지로 비리온의 조성도 거의 동일하다. 중앙의 핵을 둘러싸고 있는 바이러스성 외피는 크게 두 종류로 구별할 수 있는 당단백질이며, 핵은 바이러스성 RNA(viral RNA)와 이를 보호하고 활성화하는데 필요한 바이러스성 단백질(viral protein)를 포함한다.
바이러스로서는 흔치 않게, 인플루엔자의 게놈은 핵산의 단편이 아니다. 이 게놈은 7개나 8개로 분절된 음성가닥(negative sense) RNA이며, 각 RNA는 한 개나 두 개의 유전자를 가지고 있다. 예컨데, A형의 게놈은 11개의 유전자를 여덟 개로 조각난 RNA에 가지고 있다. 이 RNA에는 헤마글루티닌(hemagglutinin;HA), 뉴라미니다제(neuraminidase;NA), 뉴클레오프로틴(neucleoprotein;NP), M1, M2, NS1, NS2(NEP), PA, PB1, PB1-F2, PB2까지 11개의 단백질 정보가 암호화되어 있다.
헤마글루티닌(H)과 뉴라미니다아제(N)는 비리온 외부에 위치한 거대한 당단백질이다. 렉틴(lectin)인 헤마글루티닌은 바이러스가 세포에 침입하는 것을 도와주며, 뉴라미니다제는 성숙한 비리온에 결합하는 당(糖)을 조각내어 비리온들이 세포로부터 방출되는 일을 보조한다. 항바이러스제는 이런 당단백질의 활동을 방해한다. 또한, 이 당단백질들은 항원으로도 작용한다. A형은 헤마글루티닌과 뉴라미니다제에 대한 항체의 반응 여부와 그 종류에 따라 아형이 구별된다 (HxNx, x는 숫자).
자연계에는 H혈청형이 18개 N혈청형이 11개가 존재하고 주로 H1/2/3과 N1/2가 인간에게 독감을 일으키는 아형이다.

### 복제 과정

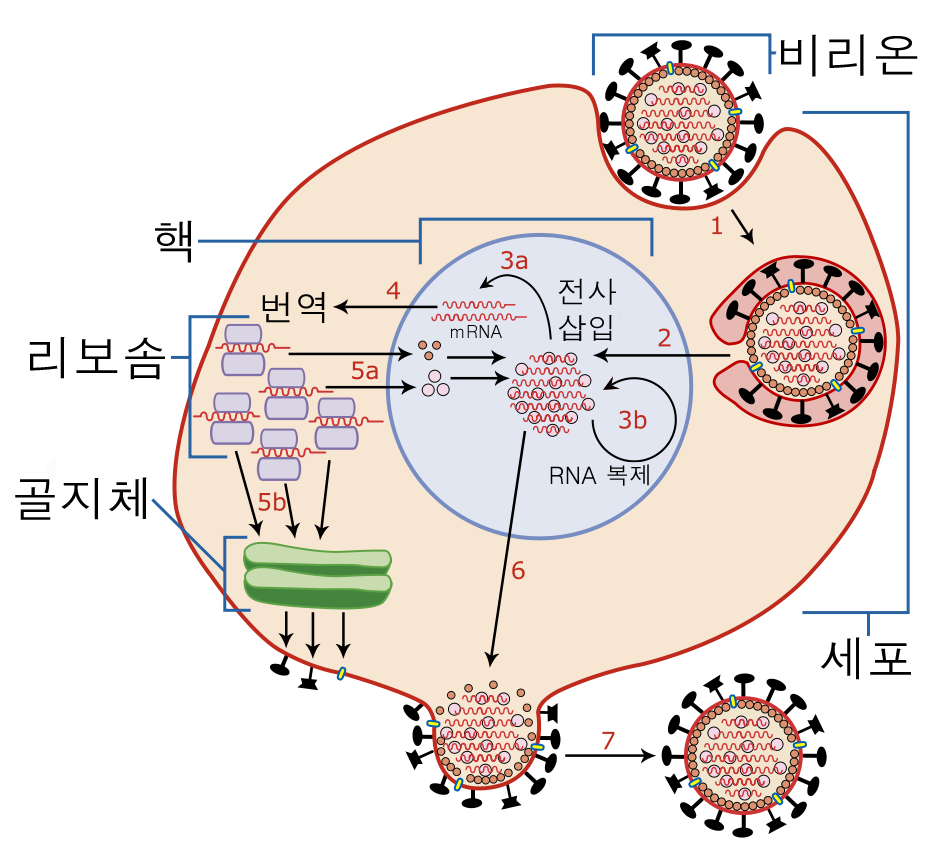
인플루엔자의 감염과 복제과정을 간략히 나타낸 그림. 단계(stage)가 표시되어 있다.

인플루엔자 감염과 복제는 여러 단계의 과정을 거친다. 그 개요는 다음과 같다. 가장 먼저 바이러스가 세포에 결합하고 침입한다. 그 다음, 바이러스성 단백질 및 RNA의 새로운 사본을 생산하도록 유전자를 보낸다. 이것의 생산이 완료되면 새로운 비리온이 탄생하고, 감염된 세포에서 방출된다.
코, 포유류의 목과 폐나 조류의 내장에 있는 상피 세포의 시알릭산에 인플루엔자의 헤마글루티닌이 결합하면서 첫 단계로써의 감염이 시작된다(제 1단계). 헤마글루티닌이 프로테아제로 잘게 쪼개지면, 세포는 바이러스를 엔도좀(endosome)에 둘러쌓아 흡수한다. 엔도솜의 산성 환경은 두 가지 변화를 일으키는데, 헤마글루티닌의 일부가 비리온의 외피를 세포의 공포(vacuole)막과 결합시키는 것이다. 다른 하나는 M2 이온채널이 외피를 통해 양자가 이동하여 비리온의 핵을 산성화할 수 있도록 만드는 것이다. 핵이 산성화되어 분해되면 바이러스성 RNA와 단백질이 나온다. 결국 세포질로 바이러스성 RNA, 보조 단백질, RNA 의존성 RNA 중합효소가 방출된다(제 2단계). 이때의 M2 이온채널이 아만타딘계(amantadine) 약물의 저해 대상이다.
방출된 핵의 단백질과 RNA는 감염된 세포의 핵 내부로 이동되어 결합체를 형성한다. 그리고 핵 내부에서 RNA 의존성 RNA 중합효소가 상보성 양성가닥 RNA를 전사하기 시작한다(제 3a, 3b 단계). vRNA는 세포질로 이동되어 번역되거나(제 4단계), 핵에 계속 남는다. 새로 합성된 바이러스성 단백질(뉴라미니다제와 헤마글루티닌)은 골지체를 통해 세포 표면에 분비되어 형성되거나(제 5b단계) 핵으로 보내져 vRNA와 결합해 새로운 바이러스 유전자를 만든다. 미리 유입된 바이러스성 단백질은 숙주 세포에서 여러 가지 일을 수행한다. 예컨대 원래의 mRNA를 분해해 그 산물인 뉴클레오타이드를 vRNA의 합성에 사용하거나, 감염 세포 본래의 mRNA 번역을 저해하기도 한다.
이렇게 새로운 비리온을 구성하는 음성가닥 vRNA, RNA 의존성 RNA 중합효소, 바이러스성 단백질이 생성된다. 세포 표면에 형성된 헤마글루티닌과 뉴라미다아제를 사이로 형성된 구획으로 vRNA와 바이러스성 단백질이 이동한다(제 6단계). 새로운 비리온은 세포의 인지질층과 형성된 외피의 당단백질을 가진 상태에서 구형으로 방출된다(제 7단계). 비리온은 헤마글루티닌으로 숙주 세포에 부착되는 성질이 있는데, 뉴라미니다제가 이 결합을 끊어 방출을 돕는다. 바이러스 방출이 끝나면 숙주 세포는 터져 죽는다. 이때 뉴라미니다제를 저해해 바이러스의 방출을 막는 약물이 오셀타미비르(Oseltamivir)이다.
인플루엔자에는 RNA 무결성 효소가 없어서, RNA 의존성 RNA 중합효소가 vRNA의 개당 길이만큼인 수 만 뉴클레오타이드 마다 오류를 범한다. 이 덕분에 새로운 비리온은 돌연변이가 된다. vRNA가 여덟 개로 나누어졌다는 사실도 유전자 재조성을 야기한다. 이런 돌연변이는 항원 변이를 일으키고, 갑작스러운 변이로 바이러스는 새로운 세포에게도 감수성을 가지며, 숙주의 면역을 빠르게 회피할 수 있다.

## 감염 경로

### 비말 감염
감염된 사람의 재채기나 기침에서 나온 분비물 흡입에 의한 감염이다. 재채기나 기침이 분무된 거리(2미터 정도)에 있는 사람은 감염 위험성이 높다.

### 접촉 감염
감염된 사람의 침이나 콧물이 손에서 손으로, 혹은 문이나 버스 등의 손잡이를 통하여 손에 묻어서 감염된다. 그러므로 손을 자주 씻는 것이 접촉 감염의 리스크를 줄이는 가장 확실한 방법이다.

## 인플루엔자의 증상
인플루엔자의 증상이 처음으로 나타나는 때는 감염 1~2일 후로, 비교적 빠르다. 첫 자각증상은 보통 발열(38~39 °C)을 동반한 오한이다. 이후, 두통과 몸 전체를 엄습하는 근육통으로 긴 휴식을 취해야 한다.
- 몸 곳곳의 통증. 특히 관절과 목.
- 심한 추위와 발열(38.8 °C 이상)
- 피로감, 불쾌감
- 두통
- 구토
- 눈물 분비
- 눈, 피부(특히 얼굴), 입, 목과 코의 충혈
- 어린이에게는 복통, 설사같은 위장관 증상이 나타날 수 있다.

인플루엔자는 격심한 피로감과 고열이 갑작스럽게 발현한다는 점으로 감기와 구별할 수 있다. 설사는 성인의 인플루엔자에서는 거의 나타나지 않고, H5N1형의 감염이나 어린이에게서만 가끔 나타난다. 항바이러스제는 감염 초기에 효과적이므로, 감염 여부를 신속하게 확인하는 일이 중요하다.

## 생존
인플루엔자 바이러스는 몸 밖에서도 생존할 수 있다. 오염된 지폐, 손잡이, 전등 스위치 그리고 다른 여러 집안 용품을 통해서도 전염될 수 있다. 바이러스가 표면에서 생존할 수 있는 시간은 차이가 있는데, 표면에 구멍이 없는 금속이나 플라스틱 표면에서는 하루에서 이틀 정도 생존한다. 건조한 종이 티슈에서는 약 15분, 피부에서는 5분 정도 생존한다. 만약 바이러스가 점액 안에 있다면 훨씬 오래 생존할 수 있다. 또한, 영하에서는 장기간 생존한다(바이러스는 모두 영하의 환경에서 보관한다). 56 °C (133 °F)에서 최소 60분, pH<2에서 불활성화된다.
따라서 pH2 이하의 환경을 만들어 주면 살균되며 전파 되는것 또한 막을 수 있다.
헤마글루티닌은 어떤 숙주를 감염시킬 수 있는지, 숙주 내에서 어떤 세포에 감수성이 있는지 결정하는 중요 인자이다. 사람간 쉽게 전염되는 균주는 코, 목, 입과 같은 상부 호흡기의 세포에 부착하는 헤마글루티닌을 가진다. 강력한 독력으로 유명한 H5N1 균주는 폐 깊숙한 곳의 세포에 부착한다. 이런 차이가 인플루엔자가 균주에 따라 크게 차이나는 독력을 가진 이유를 설명한다. 이외에도, 비특이적 증상은 감염된 세포들이 생산하는 대량의 염증 인자인 사이토카인과 케모카인 때문이다. 이러한 맹렬한 면역 반응의 촉진은 생명을 위협하는 사이토카인 폭풍(cytokine storm)을 초래하기도 한다. H5N1과 1918년 인플루엔자 대유행의 높은 치사율의 원인으로 바로 사이토카인 폭풍이 제시되었다.

## 예방
인플루엔자 예방접종은 어린이, 성인, 천식환자, 당뇨병, 심장병, 면역반응이 제대로 일어나지 않는 사람에게 권장된다. 백신은 여러 가지 방법으로 생산될 수 있다. 가장 일반적인 방법은 멸균된 계란에서 바이러스를 키우는 것이다. 백신용 바이러스는 정제 후 불활성화된다(계면활성제 처리 등). 다른 방법은 바이러스를 병원성이 없어질때까지 계란에서 키워 생백신(live vaccine)으로 만드는 것이다.
바이러스의 높은 돌연변이 발생률로 인플루엔자 백신은 매년 전년과 같은 수준의 효과를 기대하기 어렵다. 또, 특정 계절에 전 세계에서 유행하는 모든 인플루엔자를 백신에 포함하는 일은 불가능하다. 따라서 예방접종을 받아도 인플루엔자에 걸릴 수 있다. 세계 보건 기구는 어떤 종류의 인플루엔자가 다음해에 유행할지를 예측하는데, 제약회사는 이를 바탕으로 최적의 면역성을 제공하는 백신을 만든다. 사람뿐만 아니라 가금류를 보호하는 백신을 만들기도 한다.
제약회사가 백신을 설계하고 계절 유행을 대비하기 위한 분량을 생산하는 데에는 약 6개월이 걸린다. 백신 설계시 간과되거나 유행시 새로이 등장한 균주가 창궐하여 백신을 접종받은 사람도 감염된 사례가 있다(2003-2004년 유행한 H3N2 후지안 플루). 예방접종 직전에 바이러스에 감염된 후, 백신이 예방하려는 바로 그 균주로 독감을 앓는 일도 일어난다. 백신이 효과를 발휘하려면 약 2주의 시간을 필요로 하기 때문이다.
2006-2007년은 미국 질병 통제 예방 센터가 59개월 미만의 어린이들에게 정기적인 인플루엔자 백신 예방 접종을 추천한 첫 해이다. 백신은 사람의 몸이 마치 실제 인플루엔자 바이러스에 감염되었을 때처럼 면역 체계가 작동하는 것을 유발한다. 그리고 일반적인 감염 증상도 일어난다(대부분의 감기와 플루에 의한 증상들은 단지 일반적인 감염 증상들일 뿐이다). 다만 백신에 의한 증상은 실제 인플루엔자에 걸린 것과 같은 심각하고 오래 지속되는 증상은 아닐 뿐이다. 가장 위험한 부작용은 바이러스 물질 그 자체 또는 인플루엔자를 키우기 위한 계란에서 유래한 항원 결정 잔기에 의한 심각한 알레르기 작용이다. 그렇지만 이러한 부작용은 매우 드물다.
계절적인 인플루엔자에 대한 백신 예방 접종과 더불어, 연구자들은 미래에 발생 가능한 인플루엔자 창궐에 대비한 백신을 만들기 위해 노력하고 있다. 재빠른 백신 개발, 생산 그리고 신속한 분배는 인플루엔자 창궐 기간에 수 백만의 사람들을 잠재적으로 살릴 수 있다. 인플루엔자 유행 가능성이 있는 바이러스주의 발견과 이에 대한 백신 개발 사이의 부족한 시간 때문에 연구자들은 계란을 사용하지 않는 백신 생산법을 개발하고 있다. 바이러스를 죽이지 않고 약화시킨 백신 (계란이나 세포를 기초로 만들었다)이나 재조합기술을 이용한 백신 (단백질이나 바이러스 유사 입자들을 이용)들이 “실시간 백신 제조”를 가능하게 한다. 또한 인플루엔자 대유행의 근원이 될 수 있는 많은 저소득- 중소득 국가에서 더 합리적이고 쓸모 있는 백신 생산을 가능하게 한다. 2009년 7월부터 인플루엔자 백신을 위해 70여가지 이상의 알려진 임상적 시도가 완료되었거나 현재 진행 중에 있다. 2009년 9월 미국 식품 의약청은 2009년 H1N1 인플루엔자 바이러스 (현재 유행하고 있는 바이러스주)에 대한 백신 생산을 승인했고, 10월 안에 초기 백신들이 접종에 사용되기를 기대하고 있다.

### 백신 연구사
인플루엔자를 예방하기 위한 첫 번째 괄목할 만한 단계는 토마스 프랜시스 주니어(Thomas Francis, Jr.)에 의해서 1944년 죽은 바이러스 (killed-virus) 백신이 만들어진 것이다. 이 성과는 오스트레일리아의 프랭크 맥팔레인 버넷 (Frank Macfarlane Burnet)의 연구를 바탕으로 이루어졌다. 그는 인플루엔자 바이러스가 멸균된 계란에서 배양될 때 병원성을 상실한다는 것을 보여주었다. 프랜시스에 의한 연구의 응용은 그의 미시간 대학 연구진이 미군의 지원을 받아 최초의 인플루엔자 백신을 만들 수 있게 해 주었다. 미군은 이 연구에 매우 깊게 관련되어 있었는데 이는 1차 세계 대전에서 인플루엔자에 대한 경험 때문이었다. 이 전쟁에서 바이러스에 의해 수 천에 해당하는 부대의 군인들이 수 개월 동안 있었던 사건에서 죽었다. 백신에 비교했을 때 항바이러스 약물의 개발은 느렸다. 아만타다인은 1966년 라이선스 허가가 나왔고, 거의 30년 후에 다음 세대의 약물 (뉴라미니다제 저해제)이 개발되었다.

### 바이러스 전염의 조절
양호한 수준의 개인 건강과 손 씻기, 침 뱉지 않기, 기침이나 재채기 할 때 코와 입을 가리기 같은 위생 습관 등이 인플루엔자 전염을 감소시키는 데에 합리적으로 유효하다. 특별히 비누나 물을 이용해서 손을 씻거나 알코올 기반의 세척용제가 인플루엔자 바이러스의 불활성화에 유효하다. 이러한 간단한 개인 위생을 위한 주의 사항들이 인플루엔자 유행 기간에 가장 대표적인 전염 방지 대책으로 권장된다. 비록 얼굴 마스크가 아픈 사람들이 사용할 때 전염을 막는 방법으로 도움이 될 수도 있지만, 이러한 방법이 공동체에 대해 쓸모가 있는지에 대해서는 혼란스런 증거들이 있다.
인플루엔자 바이러스들은 에어로졸과 오염된 표면을 통해서 모두 전파되기 때문에, 표면을 위생적으로 하는 것은 어느 정도 전염을 막는 것을 도와줄 수도 있다. 알코올은 인플루엔자 바이러스에 대한 효과적인 세척제이다. 4가 암모늄 화합물들이 알코올과 같이 사용되면 세척효과가 더 오래 지속될 수 있다. 병원에서는 4가 암모늄 화합물과 표백제가 인플루엔자 증상을 보인 환자들이 사용한 방과 장비들을 세척하는 데에 사용된다. 집에서는 희석된 염소 표백제를 통해서 이러한 작업들을 효과적으로 할 수도 있다.
과거 인플루엔자 유행 기간에는 학교, 교회, 극장들을 닫는 것이 바이러스의 전파를 느리게는 했지만 전체적인 사망률을 크게 낮추는 데에는 효과가 없었다. 공공장소에 사람이 모이는 것을 제한했을 경우, 인플루엔자에 걸린 사람이 한 장소에서 다른 장소로 옮겨졌기 때문에 전염이 줄어들 것이라는 사실은 확실하지가 않다. 이러한 실험은 강제하기가 매우 어렵고 사람들에게 받아들여지기 힘들기 때문이다. 몇 명의 사람들이 전염된 수준의 경우 감염된 환자들을 격리시키는 것이 전염의 위험성을 감소시킬 수도 있다.

## 치료법
인플루엔자에 걸린 사람들은 충분한 휴식을 취하고, 비타민A(간, 장어, 버터, 치즈, 달걀노른자, 녹황색 채소, 건시, 고구마 등), 비타민C(귤, 대추, 딸기, 레몬, 오렌지 등), 비타민E(콩나물, 녹두나물, 땅콩, 식물성기름, 시금치, 양배추 등)가 풍부한 식품을 섭취하면 도움이 된다. 또한 많은 양의 액체를 섭취하며, 술과 담배를 피해야만 한다. 또한 필요하다면 플루에 관련된 발열과 근육통증을 완화하기 위해 아세타미노펜 (acetaminophen, paracetamol)과 같은 약물 투약을 한다. 플루 증상을 보이는 (특별히 발열)어린이들과 십대들은 인플루엔자 감염기간(특히 인플루엔자 B)에 아스피린을 먹는 것을 피해야만 한다. 왜냐하면 아스피린을 먹는 것은 라이 증후군(Reye’s syndrome)을 초래할 수 있기 때문이다. 라이 증후군은 드물지만 잠재적으로 뇌와 간에 매우 치명적이다. 인플루엔자는 바이러스에 의해 초래되기 때문에 박테리아성 폐렴과 같은 2차 감염 문제가 아니라면 항생제는 효과가 없다. 항바이러스 약물은 효과가 있을 수 있다. 하지만 어떤 인플루엔자 바이러스주들은 표준적인 항바이러스 약물에 대해 내성을 보일 수 있다.
또한, 인플루엔자의 대표적인 2차 증상인 발열, 두통, 근육통은 파라세타물과 휴식으로 경감될 수 있다. 탈수를 막기 위해 물과 주스, 따뜻한 수프를 음용하는 것이 도움이된다.
두 계열의 항바이러스 약물이 인플루엔자 치료에 사용된다. 뉴라미니다제 저해제와 M2 단백질 저해제 (아다만테인 유도체)가 항바이러스 약물로써 사용된다. 뉴라미니다제 저해제가 현재 플루 바이러스 감염 치료에 선호되는데 이 약은 독성이 거의 없고 매우 효과적이기 때문이다. 미국 질병 통제 예방 센터는 2005-2006년 동안의 인플루엔자 시즌에 M2 저해제보다는 뉴라미니다제 저해제를 처방할 것을 권고했는데 그 이유는 높은 레벨의 약물 내성 때문이었다. 임신한 여성의 경우 일반인보다는 2009년 H1N1 인플루엔자 바이러스에 의해 더 심각한 영향을 받을 것으로 보이기 때문에 항인플루엔자 약물을 즉각 처방하는 것이 권고된다. 초기 증상이 나타나고 나서 이틀 이내에 복용했을 경우 인플루엔자용 약제(오셀타미비르 및 자나미비르)가 질환의 정도와 지속기간을 줄일 수 있다. 하지만 이 약제는 담당의의 처방전이 있어야 구할 수 있으며 때로는 공급량이 부족하기도 하다.
드물지만 치명적일 수 있는 레이 증후군의 위험 때문에 결코 아스피린을 복용해서는 안 된다.

### 뉴라미니다제 저해제
오셀타미비르 (상업명 타미플루)와 자나미비르 (상업명 릴렌자)와 같은 뉴라미니다제 저해제가 몸에서 인플루엔자 바이러스가 퍼지는 것을 막기 위해 설계된 약물들이다. 이러한 약물들은 인플루엔자 A, B 모두에 대해서 효과가 있다. 코흐레인 공동연구 (The Cochrane Collaboration)가 이들 약물의 효능을 검증했고, 이 약들이 증상과 합병증을 완화한다고 결론 내렸다. 서로 다른 인플루엔자 바이러스주들이 이들 항바이러스 약물들에 대해서 다른 정도의 내성을 보인다. 그리고 미래의 인플루엔자 유행에서 바이러스주가 지닐 내성의 정도를 예측하는 것은 불가능하다.

### M2저해제
항바이러스약물인 아만타다인(amantadine)과 리만타다인(rimantadine)은 바이러스 이온 채널 (M2 단백질)을 저해하고 바이러스가 세포를 감염시키는 것을 막는다. 이러한 약들은 감염 초기에 처방된다면 때때로 인플루엔자 A에 대해서 효과적이다. 하지만 인플루엔자 B에 대해서는 항상 효과가 없다. 그 이유는 인플루엔자 B 바이러스들은 M2 단백질을 갖고 있지 않기 때문이다. 미국에서 얻어진 H3N2의 아만타다인과 리만타다인에 대한 측정된 내성도는 2005년에 91퍼센트 증가하였다. 높은 수준의 내성은 중국과 러시아 등지에서 처방전 없이 팔리는 감기약 중 가장 쉽게 사용되는 아만타다인 때문일 수 있다. 그리고 농장에서 인플루엔자를 막기 위해서 아만타다인이 가금류에게 쉽게 사용되기 때문일 수도 있다.

## 예후
인플루엔자 증상은 일반적인 감기보다 더 심각하고 오래 지속된다. 대부분의 사람들은 약 1,2주 정도면 완전히 회복된다. 하지만 어떤 사람들의 경우 폐렴과 같은 합병증으로 발전하기도 한다. 그렇기 때문에 인플루엔자는 약하고, 나이가 많거나 만성 질환을 가진 사람들에게 매우 치명적일 수 있다. HIV에 감염된 지 오래된 사람 같이 약한 면역 시스템을 가지고 있는 사람들 또는 장기 이식 환자 (장기 이식 거부 반응을 막기 위해 의학적으로 면역체계가 억제된 사람들)들은 특별히 심각한 질병을 앓는다. 또 다른 고위험군에는 산모나 어린이들이 있다.
플루는 장기적으로 건강 문제들을 악화시킬 수 있다. 폐기종 환자, 만성 기관지염 환자, 천식 환자들은 플루에 걸렸을 때 호흡기관의 축소를 경험할 수도 있다. 인플루엔자는 심장의 관상동맥질환이나 울혈성 심장기능이상 질환을 악화시킬 수도 있다. 담배를 피우는 것은 인플루엔자에 의한 사망률을 증가시키거나 관련된 질환을 더 악화시키는 또 다른 위험 인자중의 하나이다.
세계 보건 기구에 의하면: “매년 겨울, 수 천만의 사람들이 플루에 감염된다. 대부분의 사람들은 단지 아프거나 일주일 정도 쉴 뿐이다. 그렇지만 노약자들에게는 매우 위험하다. 매년 전 세계적으로 플루 때문에 죽는 사람들이 수 십만을 초과한다. 그렇지만 선진국에서조차도 사망하는 사람들의 숫자는 정확하지 않다. 그 이유는 의료당국이 어떤 사람들이 실제로 인플루엔자로 죽었는지 그리고 플루와 유사한 질병을 통해 죽었는지 보통은 확인하지 않기 때문이다. 건강한 사람들조차도 영향을 받을 수 있다. 인플루엔자에 의한 심각한 문제들은 어떤 나이의 사람들에게도 영향을 줄 수 있다. 50대 이상의 노인들이나 어린이들, 만성적인 의학적 문제를 지닌 사람들은 인플루엔자에 의해 폐렴, 기관지염, 뼈나 귀 감염 같은 합병증을 얻기가 더 쉽다.
몇 가지 사례에서, 인플루엔자 감염에 대한 자동면역 반응이 길레인-바레 증후군 (Guillain-Barrre syndrome)의 발병에 기여할 수도 있다. 그렇지만 다른 많은 감염들도 이 질병의 위험성을 증가시킬 수 있기 때문에, 인플루엔자는 창궐기간 동안에만 단지 주요한 원인이 될 뿐이다. 또한 이 증후군은 인플루엔자 백신의 매우 드문 부작용이 될 수도 있다. 그 비율은 백 만 명 접종당 약 한 번 일어나는 사건이다.

## 전염병학
인플루엔자는 계절에 따라 피해야 된다.
인플루엔자는 겨울에 유행의 최고조에 달한다. 그리고 북반구와 남반구가 일년의 다른 시기에 겨울을 나기 때문에, 1년에 2번의 서로 다른 인플루엔자 유행 기간이 있다. 이것이 왜 세계 보건기구가 (국립 인플루엔자 센터의 도움을 받아서) 매년 2 종류의 서로 다른 백신 제조를 권장하는지에 대한 이유이다. 하나는 북반구를 위해서, 또 하나는 남반구를 위해서 만든다.
인플루엔자 유행이 일 년 동안 균일하게 일어나지 않고 계절적으로 일어나는지는 그 이유가 확실하지 않다. 하나의 가능한 설명은 다음과 같다. 사람들이 겨울에 실내에서 더 많이 지내게 되고, 평소보다 더 자주 접촉하게 되며, 그 결과 사람에서 사람으로 바이러스 전달이 촉진된다는 것이다. 또한 북반구의 겨울철의 휴일 시즌 동안의 증가된 여행도 바이러스 전달을 촉진할 수도 있다. 또 다른 이유는 낮은 온도가 건조한 공기를 초래하고 점막이 건조하게 되어서 사람의 몸이 효과적으로 바이러스 입자를 체외로 내보내는 것을 막기 때문이다. 바이러스는 낮은 온도일 경우 노출된 표면 위에서 더 오랫동안 살아남을 수도 있다. 바이러스의 에어로졸을 통한 전염은 낮은 온도 (5 °C 이하) 낮은 습도에서 최대이다. 그렇지만 이러한 감염률의 계절적 변화는 열대 지역에서도 일어난다. 그리고 어떤 나라에서는 비가 오는 계절에도 전염이 최고조에 달하기도 한다. 학기 중 접촉률 변화에 있어서의 계절적 변화는 플루의 원인이 될 수도 있다. 홍역이나 백일해의 경우는 이러한 접촉률 변화가 주요한 원인이다. 이러한 계절효과들의 조합이 내재적인 질병 주기와 역동적인 공명을 통해 증폭될 수도 있다. H5N1은 조류와 사람 모두에게 있어서 계절성을 보여준다.
인플루엔자 감염에 있어서 계절성을 설명하는 하나의 대체적 가설은 바이러스에 대한 면역성에 영향을 주는 비타민 D 수준의 효과이다. 이러한 생각은 1965년 로버트 에드가 호프-심슨 (Robert Edgar Hope-Simpson)에 의해 처음 제안되었다. 그는 겨울의 인플루엔자 유행의 원인이 계절에 따른 비타민 D의 변동에 연결되었을 수도 있다고 제안했다. 비타민 D는 태양빛(또는 인공적인)의 자외선에 의해서 사람의 피부 아래에서 생성된다. 이 가설은 왜 인플루엔자 대부분이 사람이 태양을 피해 실내에 머물고 그들의 비타민 D 수준이 떨어지는 겨울, 열대 우기 동안 발생하는지를 설명할 수 있었다.

### 인플루엔자 유행과 확산
인플루엔자는 다양한 종류의 바이러스들에 의해 초래되기 때문에, 매년 어떤 바이러스주들은 죽을 수 있는 반면 다른 바이러스주들은 인플루엔자 유행을 일으킬 수 있고, 어떤 바이러스주들은 대유행을 일으킬 수 있다. 보통 일 년에 두 번의 플루 시즌 (지구 반구당 한 번)이 있고, 3백만에서 5백만 명이 심각하게 앓으며 세계적으로 5십만 명이 죽는다. 비록 인플루엔자 유행이 매년 다양할지라도, 미국에서는 매년 대략 36,000명이 죽고 200,000명의 입원환자가 인플루엔자와 관련 되어 있다. 대략 백 년에 세 번 대유행이 일어난다. 이러한 대유행은 전 세계의 많은 사람들에게 영향을 끼치고 수 천만 명을 죽일 수 있다(역사 섹션을 볼 것). 정말로, 한 연구는 1918 인플루엔자와 비슷한 정도의 병원성을 지닌 바이러스주가 오늘날 출현한다면, 이 유행으로 5천만에서 8천만 명이 죽을 수 있을 것이라 계산했다.
돌연변이나 유전자 재조합에 의해 새로운 인플루엔자 바이러스들이 현재에도 출현하고 있다. 돌연변이는 바이러스 표면에 있는 헤마글루티닌과 뉴라미니다제 항원의 작은 변화를 일으킬 수 있다. 이러한 현상을 항원흐름이라고 부른다. 항원흐름은 기존에 존재했던 바이러스에 대한 면역성을 가지고 있던 사람들에게 감염될 수 있는 종이 출현할 때까지 천천히 다양한 바이러스주를 창조한다. 이러한 새로운 변종은 기존의 바이러스주를 대체하고 자주 유행을 일으키며 급격히 사람들에게 퍼져 나간다. 그렇지만 항원흐름(antigenic drift) 현상에 의해 생산된 바이러스주는 기존의 바이러스주와 상당히 유사할 것이기 때문에, 어떤 사람들은 여전히 그들에 대해서 면역성을 지닐 것이다. 대조적으로 인플루엔자 바이러스들에게 유전자 재조합이 일어났을 경우에는, 그들이 완벽하게 새로운 항원을 획득했으므로 -예를 들어 조류 인플루엔자 바이러스와 인간 인플루엔자 바이러스 사이의 유전자 재조합; 이러한 현상을 항원이동(antigenic shift)이라고 부른다. 만약에 인간 인플루엔자 바이러스가 완전히 새로운 항원을 지닌다면, 모든 사람들이 이 바이러스에 대해 민감하게 반응할 것이다. 그리고 이 새로운 인플루엔자 바이러스가 대유행을 일으키며 통제불가능 할 정도로 퍼질 것이다.

## 역사

### 어원
인플루엔자라는 단어는 이탈리아어에서 유래했고 병의 원인을 의미한다. 초기에는 인플루엔자에 의한 질병을 호의적이지 않은 천문학적 영향의 탓으로 돌렸다. 의학적 사고의 변화가 이것을 ‘인플루엔자 델 프레도 (influenza del freddo )’, “감기의 영향”을 의미하는 말로 바뀌었다. 인플루엔자(influenza)라는 단어는 1743년 영국에서 처음 사용되었다. 이 시기에 유럽에서는 인플루엔자 유행이 있었고 이탈리아어가 영국식 발음화한 것이다. 인플루엔자를 의미하는 고대에 사용되는 단어에는 여러 가지가 있다. 에피데믹 카타르, 그리페(epidemic catarrh, grippe)(프랑스어 유래), 땀 흘리는 질병, 스페인열병 (특별히 1918년 유행에 대해서)등이 그것이다.

#### 신종플루
2009년의 독감 유행 이후 대한민국에서 H1N1에 대하여 '돼지 독감', '신종플루'라는 명칭이 사용되기도 했다. 약 70만 명이 감염되는 대규모 감염사태가 발생했으며, 이 중 260여 명이 사망하였다.
2013년 1월, 2009년에 유행한 A H1N1형과 같은 종류인 신종플루가 전 세계적으로 조금씩 유행했다. 11일 질병관리본부는 3주 전 독감 의심 환자가 1000명당 2.8명이었으나 2주 전 3.3명, 1주 전 3.7명으로 계속 늘고 있다고 밝혔다. 4명 이상이 될 시에는 독감유행주의보가 발령된다.

## 사회와 문화
인플루엔자는 생산성을 낮추고 의학적 치료를 위한 비용을 들게 하여 직접적인 손실을 초래한다. 또한 예방적 조치를 위한 비용을 들게 하여 간접적인 손해도 일으킨다. 미국에서는 인플루엔자 때문에 드는 비용이 매년 100억 달러에 달한다. 반면 미래에 일어날 수 있는 인플루엔자 대유행으로 직간접적 발생할 비용이 수 천억 달러에 달할 것으로 추산되었다. 그렇지만 과거의 대유행으로 인한 경제적 충격은 자세히 연구되어있지 않다. 그리고 어떤 사람들은 스페인 인플루엔자 대유행이 실제로는 1인당 소득 증가에 장기적으로 긍정적인 영향을 끼쳤다고 말한다. 비록 일할 수 있는 사람들의 많은 감소와 단기적으로 심각한 경제적 침체를 초래했음에도 불구하고 말이다. 다른 연구들은 1918년 플루와 같은 대유행이 일어날 경우 미국 경제에 끼칠 경제적 영향을 평가하기 위한 노력을 하고 있다. 이 연구는 미국에 대유행이 일어나면 30퍼센트의 근로자들이 아프게 되고 2.5퍼센트는 죽게 될 것이라고 한다. 30퍼센트의 발병률과 3주에 걸친 병치레로 국내 총 생산의 5퍼센트 정도가 감소할 것이라고 한다. 1천 8백만에서 4천 5백만에 해당하는 환자들을 치료하기 위한 추가 비용이 들 것이고, 전체 경제 비용은 대략 7천억 달러에 달할 것이라고 한다.
예방을 위한 비용도 또한 많다. 전 세계의 정부들은 잠재적인 H5N1 조류 인플루엔자 대유행을 위한 준비와 계획으로 수 십억 달러의 비용을 사용했다. 또한 약과 백신을 구입하는 것과 기존보다 향상된 경계 통제 전략과 재해 대책 방법을 발전시키는 데에도 예산을 지출했다. 2005년 11월 1일 미국 대통령 조지 W. 부시 (George W. Bush)는 인플루엔자 대유행에 대비하는 국가 전략을 발표했다. 이 전략은 미 의회의 요청을 받아 수행되었고 71억 달러의 예산이 배정되었다. 국제적으로는 2006년 1월 18일 중국에서 ‘조류와 인간 인플루엔자에 대한 국제 서약 회의’가 열렸다. 이틀 간에 걸친 이 회의에서 인플루엔자가 발생한 국가들이 조류 독감에 대항하기 위해 2억 달러를 사용하기로 서약했다.
2009년 H1N1 플루 발생 때문에 남반구의 선택된 나라들에 부과된 비용에서, 데이터는 다음의 결론들을 말해주고 있다. 모든 나라들이 어떤 시간-제한적 그리고/또는 지리적으로-고립된 사회경제적인 효과를 겪을 것이고, 2009 H1N1 질병에 대한 두려움으로 인한 여행객들의 일시적인 감소를 경험할 것이다. 하지만 H1N1 대유행이 초래한 장기적인 경제적 충격에 대해 결론 내리는 것은 여전히 너무 빠르다.

## 연구
인플루엔자에 대한 연구는 분자 바이러스학, 어떻게 바이러스가 질병을 초래하는가(발병학), 숙주 면역 반응, 바이러스 유전체학, 그리고 바이러스가 어떻게 퍼지는가(전역병학)에 대한 것들을 포함한다. 이러한 연구들은 인플루엔자에 대한 대항책들을 개발하는 데에 도움을 준다. 예를 들면, 몸의 면역 체계 반응의 더 나은 이해는 백신 개발에 도움을 준다. 그리고 바이러스가 어떻게 세포에 침입하는지에 대한 자세한 이해는 항바이러스 약물 개발에 도움을 준다. 한 중요한 기초 연구 프로그램은 인플루엔자 제놈 서열화 계획이다. 이 계획은 인플루엔자 유전체의 라이브러리를 만드는 것이다. 이 라이브러리는 어떤 바이러스주가 다른 것 보다 왜 더 병원성이 강한지에 대한 요인들을 명확히 하는 데에 도움을 줄 것이다. 이 요인들에는 어떤 유전자가 면역성에 가장 많은 영향을 주는지와, 어떻게 바이러스가 시간에 걸쳐서 진화하는지가 있다.
인플루엔자 바이러스는 가금류에서 처음으로 분리되었다. 1901년 가금류에 질병을 초래하는 이 물질을 “닭 전염물질(fowl plague)”이라 불렀다. 이 물질은 박테리아가 통과하기에는 너무 작은 구멍을 지닌 챔버랜드 필터를 통과하였다. 인플루엔자의 원인이 되는 오소믹소비리다이과의 바이러스들은 1931년 리차드 쇼프(Richard Shope)에 의해 돼지에서 처음 발견되었다. 이 발견에 잇따라서 1933년 연합 왕국(영국) 의회 의학 조사에서 패트릭 레이드로(Patrick Laidlaw)가 이끄는 연구진에 의해 사람으로부터 바이러스가 분리되었다. 그렇지만 바이러스의 비세포적 특성이 이해된 것은 1935년이 되어서 웬델 스텐리 (Wendell Stanley)가 담배 모자이크 바이러스를 처음 결정화했을 때였다.
새로운 백신들에 대한 연구들도 특별히 중요하다. 현재의 백신들은 생산하는 데에 매우 느리고 비싸다. 그리고 매년 재설계되어야 한다. 인플루엔자 제놈의 서열화와 재조합 DNA 기술이 새로운 세대의 백신주들을 만드는 것을 가속화할 수도 있다. 이 새로운 방법을 통해 과학자들은 기존에 미리 만들어진 백신주에 새로운 항원들을 치환함으로써 차세대 백신을 제조할 수 있을 것이다. 세포 배양을 통해 바이러스를 키우기 위한 새로운 기술들이 개발되고 있다. 이 기술은 높은 수율, 낮은 비용, 더 높은 질과 서지(surge) 용량을 보장한다. 보편적인 인플루엔자 A 백신에 대한 연구- 바이러스 막의 M2 단백질 (M2e)의 외부 영역을 목표로 하고 있다- 는 갠트 대학(the University of Ghent)의 발터 피어스(Walter Fiers), 자비에르 세렌스(Xavier Saelens)와 그들의 연구팀에 의해서 수행되고 있고 현재 임상 1상을 성공적으로 끝마치고 있다.
네브라스카 링컨 대학교에서 독감 바이러스의 공통적, 시원적 특성을 조합한 인공 바이러스를 이용해 한 번의 접종으로 평생 유효한 백신을 만들고자 하는 연구가 진행 중이다.

## 다른 동물들에서의 감염
인플루엔자는 다른 많은 동물종들에게 감염된다. 그리고 다른 동물들 사이에서 바이러스주의 전환도 일어날 수 있다. 조류들은 인플루엔자 바이러스들의 대표적인 동물 숙주라고 생각된다. 16가지의 헤마글루티닌 형태와 9가지의 뉴라미니다제 형태가 확인되었다. 모든 형태의 인플루엔자 아형들(HxNy)이 새들에게서 발견된다. 하지만 많은 아형들은 사람, 개, 말, 돼지에게 있어서 지역적으로 유행할 뿐이다. 낙타, 흰담비, 고양이, 바다표범, 밍크, 고래들의 경우에도 인플루엔자에 노출될 수 있거나 전감염(prior infection)이 일어날 수 있음을 말해주는 증거들이 있다. 플루 바이러스의 변이종들은 때때로 그 지방에서의 유행인지 또는 특정 종에게만 감염되는지의 여부에 따라 이름이 지어지기도 한다. 이러한 원칙에 의해서 이름이 지어진 것들이 다음과 같은 경우들이다. 조류 인플루엔자, 인간 인플루엔자, 돼지 인플루엔자, 말 인플루엔자, 개 인플루엔자. (고양이 인플루엔자는 일반적으로 ‘바이러스성 고양이 기관염증(Feline viral rhinotracheitis)’ 또는 ‘고양이 칼리시바이러스 감염증(Feline calicivirus)’등을 의미한다. 고양이는 인플루엔자 바이러스에 감염되지 않는 것으로 알려져 있다.) 돼지, 말, 개의 경우 인플루엔자 증상은 인간과 비슷하다. 기침, 발열, 식욕 상실과 같은 증상이 관찰된다. 동물의 질병 발생의 빈도는 인간 감염의 경우와 같이 자세히 연구되지는 않았다. 하지만 1979-1980년 영국의 뉴잉글랜드 해변에서 있었던 해안 바다표범에게서 일어난 인플루엔자 발병에 의해 대략 500여 마리가 죽기도 했다. 다른 한편으로는 돼지에게서는 인플루엔자 발병이 일반적이며 심각한 영향을 끼치지는 않는다.

### 조류 인플루엔자
조류에게 있어서 인플루엔자 증상은 다양하고 특이적이지 않을 수 있다. 낮은 병원성을 지닌 바이러스 감염에 의한 증상은 구겨진 깃털, 달걀 생산에 있어서 약간의 감소, 드문 호흡기 질환과 동반된 체중의 감소와 같이 가벼운 수준일 수도 있다. 이러한 가벼운 증상들은 현장에서의 진단을 어렵게 할 수 있기 때문에, 조류 인플루엔자가 퍼지는 것을 추적하는 것은 감염된 조류에서 얻어진 샘플을 연구실에서 분석하는 것을 필요로 한다. 아시아 H9N2와 같은 어떤 바이러스주는 매우 병원성이 강하고 심각한 증상과 치명적인 사망률을 초래할 수도 있다. 병원성이 아주 높은 경우에는, 바이러스에 의해 닭이나 칠면조에게 매우 심각하고 급작스런 증상이 동반되고 이틀 안에 대부분이 죽을 수도 있다. 닭이나 칠면조 같이 밀도가 높은 조건에서 사육되는 경우 바이러스가 빠르게 전파되기 때문에, 이러한 발병은 가금류 농장주에게 막대한 경제적 손실을 끼칠 수 있다.
조류에게만 감염되는 병원성이 매우 높은 H5N1 (HPAI A(H5N1)이라고 불린다, 매우 병원성이 강한 조류 독감 바이러스 H5N1 A (Highly Pathogenic Avian Influenza virus of type A of subtype H5N1)은 일반적으로 “조류독감”으로 알려진 H5N1 플루를 초래한다. 그리고 이 바이러스는 특히 남동아시아의 많은 조류 집단에서 지역적인 유행성을 보여준다. 이 HPAI A(H5N1)계통의 바이러스 주는 전 세계적으로 퍼진다. 이 바이러스는 동물전염성(사람에게는 전염 안됨)이면서 대유행성(전 세계에 걸쳐 다양한 동물들에게 영향을 끼침)이다. 이 바이러스는 수 천만 마리의 조류를 감염시켜 죽음에 이르게 한다. 또한 바이러스가 퍼지는 것을 막기 위한 노력의 일환으로 수 억 마리가 분류되어 죽게 되기도 한다. 대중매체에서 접할 수 있는 대부분의 조류 인플루엔자는 바로 이 H5N1 바이러스종을 의미하는 것이다.
현재 HPAI (H5N1)는 조류에게만 걸리는 질병이며 사람에게 전염된다는 유효한 증거는 없다. 대부분의 경우 이 바이러스주에 감염된 개체는 감염된 조류와 강력한 물리적 접촉을 가진 개체에만 한정된다. 미래에는 H5N1이 돌연변이를 일으키거나 유전자 재조합을 일으켜 사람에게 전염 가능한 능력을 지닌 바이러스주가 될 지도 모른다. 이러한 과정이 일어나는 데에 필요한 조건들은 지금도 잘 알려져 있지 않다. 그렇지만 H5N1의 높은 치사율과 병원성, 전염가능성, 그리고 매우 크고 증가하는 숫자의 생물학적 숙주들 때문에 H5N1은 2006-2007년 동안 세계적인 대유행의 가능성을 가지고 있었다. 수 십억 달러에 해당하는 기금이 조성되었고, 이 기금은 H5N1을 연구하고 잠재적인 인플루엔자 대유행에 대비하는 데에 사용되었다.

### 돼지 인플루엔자
돼지 인플루엔자 바이러스에 감염된 돼지들은 발열, 무기력, 기침, 재채기, 호흡곤란, 감소된 식욕 등의 증상들을 보여준다. 어떤 경우에는 유산이 일어날 수 있다. 비록 사망률은 보통 낮을지라도, 바이러스는 체중 감소, 낮은 생장률과 같은 경제적 손실을 농장주에게 초래할 수 있다. 감염된 돼지들은 3-4주에 걸쳐서 12파운드에 해당하는 체중을 잃을 수 있다. 돼지에서 사람으로의 직접적인 인플루엔자 바이러스 감염은 때때로 일어날 수 있다 (이것을 동물성 돼지 독감이라고 부른다(zoonotic swine flu)). 바이러스의 정체가 알려진 1900년대 중반 이후로 50명의 인간 감염 사례가 알려져 있다. 그리고 50명 중에서 6명이 사망한 것으로 알려져 있다.
2009년 돼지에서 유래한 H1N1 바이러스주는 일반적으로 “돼지독감”으로 알려져 있으며 2009 인플루엔자 대유행을 일으켰다. 하지만 돼지에게만 전염되는지, 돼지에게서 사람으로 전염이 되는지, 또는 사람에게서 사람으로 전염되는지 여부는 확실하지 않고 증거도 없다. 이 바이러스주는 인간, 조류, 돼지에게서 유래한 각각의 재조합 된 유전자를 지닌 H1N1종이다.
2013년 1월, 2009년에 유행한 A H1N1형과 같은 종류인 신종플루가 전 세계적으로 조금씩 유행했다. 11일 질병관리본부는 3주 전 독감 의심 환자가 1000명당 2.8명이었으나 2주 전 3.3명, 1주 전 3.7명으로 계속 늘고 있다고 밝혔다. 4명 이상이 될 시에는 독감유행주의보가 발령된다.

## 특수 병원체
특별한 치료제가 없고 전염성이 강하며 사망률이 높은 특수병원체로는 다음과 같다.
- 중증급성호흡기증후군(사스, SARS), 중동호흡기증후군(MERS , 메르스), 코로나바이러스감염증-19(COVID-19, 코로나19)등의 코로나바이러스
- 에볼라 출혈열(Ebola, EHF)의 에볼라바이러스

## 코로나19
2021년 3월 프랑스의 한 연구에서 인플루엔자와 코로나19에대한 코호트연구에 기반한 비교 연구가 보고된바있다. 잠정적인 연구결과는 인플루엔자와 코로나19에 대한 환자들의 비교가 적절하지 않을수있는 몇몇 요인들을 전제하면서 그럼에도 불구하고 인플루(추정치 약 0.1%)보다 유의하게 코로나19(추정치 약1%)가 치사율과 관련해서 보다 우려할만한 결과를 보이고있다라는 점을 시사하는 언급을 보고하고있다. 그러나 이 연구는 여전히 주요하게 작동하고있는 신체 면역력의 이러한 바이러스에대한 자체적인 문제해결능력에는 추가적인 정보를 제공하지 못하고 있으며 더욱이 치료제의 여부에 따른 인프라, 지속적인 비교연구의 필요성 , 면역기능에서의 유전적 세대교체 학습등 물리적 심적 작용에대한 영향에서 이러한 정보가 부족한 실정이다.

## 같이 보기
- 범유행
- 감기
- 2009년 인플루엔자 범유행
- 코로나바이러스